# Las aventuras de Tadeo Jones
Las aventuras de Tadeo Jones (Tadeo, el explorador perdido en Hispanoamérica, Tad, the Lost Explorer en inglés) es una película de animación española basada en el personaje ficticio Tadeo Jones. Es el primer largometraje de Enrique Gato, creador del personaje estrella y la primera producción animada de Telecinco Cinema junto a El Toro Pictures, Lightbox Entertainment e Ikiru Films y distribuida por la compañía Paramount Pictures. El filme fue estrenado en España el 31 de agosto de 2012 en formato 3D estereoscópico, y tiene una duración aproximada de 92 minutos. Por otro lado, los encargados de poner voz a los personajes son los actores Óscar Barberán, Michelle Jenner y José Mota, entre otros.
La película contó con una importante campaña de promoción durante varias semanas antes de su estreno.

## Argumento

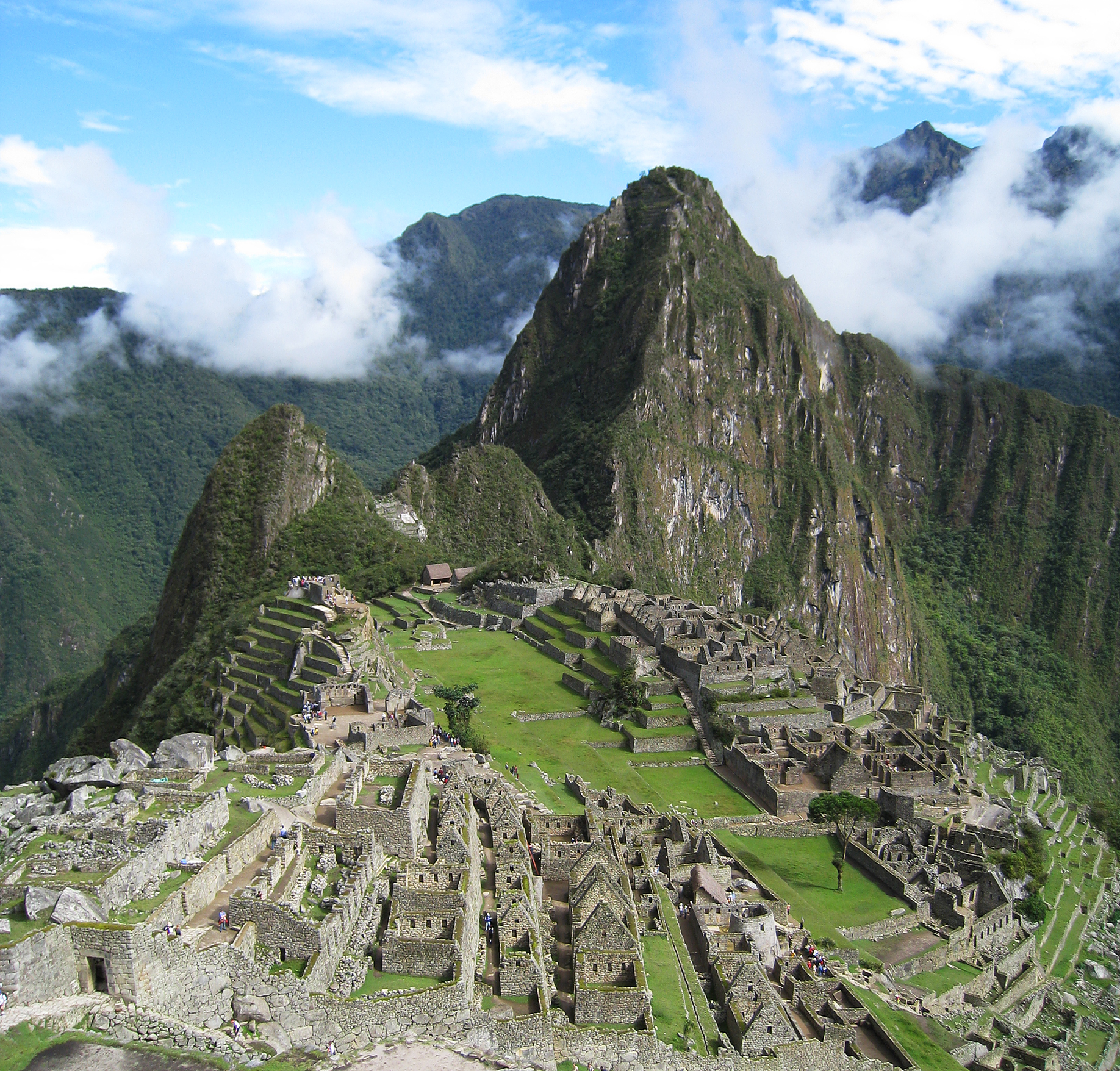
Machu Picchu.

Tadeo Jones es un albañil español que vive en Chicago, EE. UU. y trabaja en la construcción, soñando con ser arqueólogo. Tras ser despedido por su jefe visita a un amigo suyo, el profesor Miguel Humbert, para que inspeccione una botella de Coca Cola que había encontrado en las obras y que solo resulta ser una réplica. En ese momento, el profesor recibe un telegrama de su amigo el profesor Lavrof para que viaje a Cuzco para informarle de un importante hallazgo sobre la ciudad inca de Paititi. Sin embargo, al llegar al aeropuerto, el profesor sufre un accidente que le imposibilita viajar a Perú y Tadeo decide ir en su lugar junto a su perro Jeff. Ya en Cuzco, Tadeo conoce a Sara, la hija del profesor Lavrof, y a Freddy, un vendedor ambulante con abrigo multiusos. En ese momento, es secuestrado por unos hombres que le amenazan para que les dé la llave de la ciudad, pero Freddy y Sara consiguen salvarle pero el secuestrador lanzan un rastreador al auto para luego ser comido por el perro Jeff. Tras unir las dos mitades de la llave, viajan a Machu Picchu tras recibir una petición de socorro del profesor traída por Belzoni, el loro mudo del profesor.
Los hombres que buscan el tesoro de los incas, sin embargo, la corporación cazatesoros les aborda en el tren en el que van con la intención de arrebatarles la llave, pero consiguen huir montados a lomos de las llamas del último vagón. Una vez en el pueblo, son descubiertos por Kopponen y sus hombres, pero Tadeo, Sara y Freddy escapan montados en un Globo Burger aerostático. Ya en el desierto de Nazca Jeff vomita el rastreador y Tadeo se da cuenta de que por eso son encontrados cada vez y luego son localizados de nuevo por Odysseus, quienes les llevan hasta el profesor Lavrof y Max Mordon, un famoso arqueólogo y prometido de Sara. Tras descifrar el mapa de la pared, Kopponen parte al desierto junto al profesor Lavrof y Mordon para hallar el tesoro de los incas. Sin embargo Tadeo y Sara encuentran el verdadero mapa y parten hacia la selva, pero Kopponen les descubre y encuentra el templo subterráneo. Tadeo y Freddy consiguen librarse de los guardias que le vigilaban y Tadeo baja al templo. Poco después tiene un encuentro con la momia guardiana del templo, pero los dos se asustan del otro y salen huyendo. Tadeo es descubierto por Odysseus y revela que Mordon está compinchado con Kopponen, pero Mordon revela que Tadeo no es el brillante arqueólogo que dice ser, descubriendo Sara de esa forma que Tadeo le había mentido.
Tras escapar de una bola de fuego arrojada por la momia, llegan a una sala llena de quipus, donde Mordon tira del quipu equivocado, haciendo que se hunda el suelo. Tras tirar a Kopponen al vacío, Tadeo consigue abrir la puerta. Mordon se cuela en la sala e intenta robar el Indio de oro para obtener la vida eterna, pero la momia se lo impide subida en un enorme golem de piedra. Tras engañar a la momia, Mordon consigue subirse al golem y destrozar el cristal que protegía el Indio de oro y obtiene la vida eterna, pero a cambio es convertido él también en una momia. Tras encerrar a Mordon, la momia deja ir a Tadeo, Sara y el profesor con la promesa de no contar nada sobre la ciudad. Al regresar a la superficie, hacen creer a Freddy que el tesoro de los incas no existía y este se marcha decepcionado. En ese momento, Sara confiesa a Tadeo lo que siente por él y le besa.
Al final, la película termina con Tadeo, Sara, Lavrof, Jeff y Belzoni alejándose en uno de los vehículos de Odysseus.

## Reparto
- Tadeo Jones (Tad Stone en Inglés y Tadeo Stones en Hispanoamérica), el protagonista, un hombre alto y fuerte, de nariz alargada, gran boca y las extremidades desproporcionadas. Es un hombre considerado por él mismo como soñador empedernido y fanático de la arqueología, también un aventurero pasional y enamoradizo. Cuando era pequeño le gustaba coleccionar objetos con la importancia de que uno de ellos fuese el que realmente cobrase un importante valor. De su personalidad conserva su espíritu joven gracias al cual puede convertirse en una gran aventura, hasta el punto de que pueda trastocar su vida para experimentarla. Su voz es hecha Óscar Barberán.[16][17]

- Sara Lavrof es una joven mujer limeña culta, bella, inteligente, activa y con carácter. Es hija del profesor Lavrof, un reputado arqueólogo del cual ha seguido muy de cerca los pasos de su padre. Se considera una auténtica profesional del medio que se toma muy en serio los temas de investigación y todo lo que le rodea. A pesar de haber sido desde siempre un ratón de biblioteca, es también una chica aventurera y guerrera. Junto a Tadeo, se embarca en la búsqueda de su padre, que ha sido secuestrado por los Oddyseus, una malvada corporación de cazatesoros para encontrar Paititi, la ciudad perdida y rica. El personaje que interpreta Sara está doblada por Michelle Jenner.[17][18]

- Freddy es un hombre-guía peruano. Vestido con un sorprendente abrigo multiusos, se cruzará en su camino con Tadeo y éste le servirá de ayuda. Es, literalmente, un buscavidas. Con el humor como mejor arma, intentará aprovechar cualquier situación para vender cualquier cosa y, cuando te das cuenta, ya estás envuelto y te ha vendido el producto. Es una persona que está constantemente inventando e improvisando. El personaje que interpreta Freddy está doblado por José Mota en español,[17][18] mientras que en catalán es José Corbacho quien pone su voz.[19]

### Doblaje
David García dio voz al personaje en el primer cortometraje, en donde no hablaba pero hacía exclamaciones y murmullos, y en la segunda por Jordi Brau, en donde sí hablaba. El motivo por el que Enrique Gato quiso darle voz al personaje era para experimentar cómo sería la voz del personaje para realizar un proyecto más largo. Por otro lado, en el primer largometraje de animación, los actores de doblaje son José Mota, Michelle Jenner y Óscar Barberán, como Freddy, Sara y Tadeo respectivamente. En cuanto a la versión en catalán de la película, la voz de Mota fue posteriormente sustituida y doblada en la comunidad catalana por la del actor y humorista José Corbacho.

## Producción
La película está producida entre Lightbox Entertainment, Telecinco Cinema, El Toro Pictures, Ikiru Films y Telefónica Producciones en coproducción con Media Networks. Contando además con la participación de AXN, Televisión de Cataluña, Grupo Intereconomía, Mediaset España y Canal +, la distribución se llevó a cabo por la filial en España de Paramount Pictures. La película se convirtió en el primer largometraje animado de los personajes, que comenzó con los cortos animados de Enrique Gato.

### Personaje
Enrique Gato decidió crear un nuevo personaje para dar mayor dinamismo al de sus anteriores trabajos, y se le ocurrió hacer una parodia de Indiana Jones. El personaje fue creado a partir del programa 3ds Max. David García dio voz al personaje en el primer cortometraje, en donde no hablaba pero hacía exclamaciones y murmullos, y en la segunda por Jordi Brau, en donde sí hablaba. Por otro lado, en el primer largometraje de animación, los actores de doblaje son José Mota, Michelle Jenner y Óscar Barberán, como Freddy, Sara y Tadeo respectivamente. En cuanto al doblaje del film en la lengua catalana, es José Corbacho quien sustituye al cómico manchego.

### Creación
La creación del personaje de Tadeo Jones se produjo cuando, en 2001, Enrique Gato buscaba darle a su obra un toque de mayor de humor y acción que sus anteriores trabajos, ya que había notado en Bicho —otro corto suyo— movimientos muy estáticos, por lo que optó por parodiar a Indiana Jones. Sin embargo, el proyecto no empezaría hasta dos años después cuando comenzó a redactar el guion que le serviría para llevarlo a la gran pantalla.

### Desarrollo
En un primer momento, el modelo era muy sencillo y con él se hizo una prueba de animación facial, con 4 gestos básicos, y un test de animación usado como teaser, observando el director que había opciones para convertirse en el protagonista de un cortometraje. Para el segundo cortometraje, el director quería mostrar algo sobre la vida personal del personaje, algo que no se mostraba en el anterior, como era el barrio donde vive y sus gustos alimenticios, hamburguesa. Los realizadores montaron en abril de 2008 su propio estudio de animación Lightbox Entertainment para producir películas de animación 3D para un mercado global. A partir de ese momento comenzaron a realizar el largometraje Las aventuras de Tadeo Jones con Tadeo como protagonista, en él es un obrero de la construcción que en sus ratos libres se dedica a la arqueología. Las dos historietas realizadas por Jan para promocionar el largometraje protagonizado por Tadeo, sirvieron como guiones gráficos para este largometraje. Gato también intentó llevarlo al terreno de los videojuegos, pero el resultado no fue como esperaba y decidió abandonar la idea.

### Aspecto físico
La nariz alargada, la gran boca y las extremidades desproporcionadas del personaje de Tadeo Jones se inspira en los diseños del dibujante de cómic Juan López Fernández (JAN). La figura se inspira principalmente en Indiana Jones, como se puede ver en su sombrero y el esquema de su camisa de color claro y sus pantalones oscuros. Sin embargo, se le da un aire de boy-scout para simbolizar su mentalidad infantil, como es con el uso de una mochila.

### Base de escenarios
Usaron bastantes escenarios del Perú para la película, los cuales son:

#### Cuzco
- Aeropuerto Teniente Alejandro Velasco Astete
- Plaza de Armas del Cuzco
- Estación Wánchaq
- Macchu picchu
- Aguas Calientes

#### Nazca
- Líneas de nazca

## Postproducción

### Efectos visuales
A la hora de animar al personaje, se hicieron tres formas basadas en la misma forma geométrica, una con toda la vestimenta, otra sin sombrero y camisa y la última sólo con las botas y los calzoncillos. La animación se realizó en Character Studio, sin adaptarse el volumen de las piezas. La cabeza es independiente, para los ojos también tenían una geometría independiente y los párpados unos controles específicos. Uno de los problemas fue que no querían que el personaje perdiera el sombrero hasta el final del corto haciendo que perdiera expresividad, para ello se animó todo a excepción del sombrero y después se adaptó a Tadeo con este puesto. El equipo de animación, integrado por David Ordieres, entre otros cien empleados del film, cuenta que trabajó durante cuatro años en el desarrollo y la animación de los personajes.

### Banda sonora
La banda sonora de la película está compuesta por Zacarías M. de la Riva y Àlex Martínez. Sin embargo, el tema principal corre a cargo de Juan Magán y Belinda, interpretando "Te voy a esperar". Dicha canción, se colocó en el número 1 de las listas de España en iTunes y Spotify. Por otro lado, la BSO de la película cuenta también con canciones de los grupos One Direction y The Monomes, más allá de la canción de éxito "The Final Countdown", de la agrupación de rock sueco Europe.

## Recepción

### Crítica
Fausto Fernández, de la revista cinematográfica española Fotogramas, le puso una puntuación de tres estrellas sobre cinco, calificándola como la mejor película de animación española de la historia, en donde aprobó la calidad de sus efectos visuales, los personajes de reparto, aunque mencionó que ésta pecaba con los temas musicales elegidos. También añadió que no tiene nada que envidiar a títulos con mayor presupuesto como producto de dibujos animados. Carmen L. Lobo, del diario La Razón, le puso una puntuación de tres estrellas sobre cinco, calificándola como una historia cándida, muy influida por los tebeos y trepidante despojada de cualquier doble sentido malicioso y repleta, asimismo, de escenas que parecen extraídas de un videojuego, añadiendo que los escenarios donde se desarrollan resultan impresionantes. Por su parte Jordi Batlle Caminal de La Vanguardia, escribió que «la animación es de alto nivel. Los secundarios están diseñados con ingenio. En definitiva, es un producto digno, con alma de blockbuster». También fue calificada con una puntuación de tres puntos sobre cuatro.
En contraposición a estas críticas tan positivas, el público no pareció tan entusiasmado y en las valoraciones de páginas web especializadas como IMDb y FilmAffinity obtiene notas de 5,9 y 5,3 puntos (sobre diez) respectivamente. Por otro lado, la web Rotten Tomatoes especializada en la valoración de películas por críticos de cine, suspende el largometraje de Gato con un 42% de las votaciones.
También destacar algunas de las crítica en medios periodísticos en España.
- J. Cortijo de ABC: «Una historia sencilla, directa y sin sobredosis de guiños metacinéfilos.»
- David Bernal de Cinemanía: «Puede satisfacer al espectador sin pretensiones, pero no al que busque arte, genio y corazón.»
- Javier Ocaña de El País: «España se anima. Estamos ante un salto, pero aún no ante el definitivo. Quizá sí en lo comercial, no en lo artístico.»

### Premios
Premios Forqué
| Año  | Categoría                                    | Resultado |
| ---- | -------------------------------------------- | --------- |
| 2013 | Mejor Largometraje Documental o de Animación | Ganador   |

68.ª edición de las Medallas del Círculo de Escritores Cinematográficos
| Año  | Categoría                       | Resultado |
| ---- | ------------------------------- | --------- |
| 2013 | Director Revelación             | Ganador   |
| 2013 | Mejor Guion Adaptado            | Ganador   |
| 2013 | Mejor Música                    | Nominado  |
| 2013 | Mejor Largometraje de Animación | Ganador   |

Premios Goya
| Año  | Categoría                                 | Resultado |
| ---- | ----------------------------------------- | --------- |
| 2013 | Mejor Dirección Novel                     | Ganador   |
| 2013 | Mejor Guion Adaptado                      | Ganador   |
| 2013 | Mejor Música Original                     | Nominada  |
| 2013 | Mejor Canción Original (Te Voy a Esperar) | Nominada  |
| 2013 | Mejor Película de Animación               | Ganadora  |

Una Antena de Oro.

### Recaudación

#### España
En su estreno recaudó 2,8 millones de euros en 326 cines, ocupando cerca de 460 pantallas, obteniendo una media por cine de 8.750 euros y elevando la media por copia más alta de una película en España de la historia. El filme de Enrique Gato se convirtió, en ese momento, en la primera película con mayor recaudación en su primer fin de semana en España, por delante de títulos como Madagascar 3: Europe's Most Wanted, Brave o Ice Age: Continental Drift. También destacar que, el lanzamiento de Tadeo, logró recaudar en su primer día de estreno en los cines españoles algo más de 800 mil euros convirtiéndose en la película más taquillera del viernes. Entre su estreno, el 31 de agosto, y el 2 de septiembre de 2012, 410 000 espectadores fueron a ver la película, consiguiendo recaudar más de 2.850.000 euros. Esto coloca a la película en posición de luchar por el mejor estreno animado del año junto a Ice Age: Continental Drift y quedándose como el segundo mejor estreno de 2012 nacional en España por detrás de Tengo ganas de ti.
A finales de septiembre, la cinta de animación de Enrique Gato, producida por la compañía Telecinco Cinema, obtuvo una recaudación de 11 millones de euros en taquilla y fue vista por más de 1.600.000 espectadores consiguiendo en cuatro semanas el número uno de la taquilla española. También destacar que el tema principal de su banda sonora, "Te voy a esperar", también continuó siendo el sencillo más vendido. Ya en el mes de octubre sus casi 13 millones de euros recaudados la convirtieron en la película de animación española más taquillera del año por encima de Tengo ganas de ti.

## Estrenos
| N.º | País                 | Fecha de estreno | Recaudación total ($) |
| --- | -------------------- | ---------------- | --------------------- |
| 1   | España               | 31/8/2012        | $23,871,402           |
| 2   | México               | 1/2/2013         | $7,274,656            |
| 3   | Brasil               | 8/2/2013         | $3,353,750            |
| 4   | Perú                 | 14/2/2013        | $2,232,646            |
| 5   | Francia              | 17/4/2013        | $2,053,874            |
| 6   | Corea del Sur        | 20/9/2013        | $1,279,209            |
| 7   | Países Bajos         | 14/2/2013        | $1,179,043            |
| 8   | Bélgica              | 27/3/2013        | $1,003,019            |
| 9   | Polonia              | 14/6/2013        | $984,064              |
| 10  | Colombia             | 8/2/2013         | $940,129              |
| 11  | Chile                | 7/2/2013         | $900,301              |
| 12  | Italia               | 11/3/2013        | $847,513              |
| 13  | Argentina            | 11/3/2013        | $572,901              |
| 14  | Turquía              | 15/3/2013        | $570,433              |
| 15  | Ecuador              | 22/2/2013        | $524,867              |
| 16  | Rusia                | 6/12/2012        | $396,917              |
| 17  | Portugal             | 14/3/2013        | $342,017              |
| 18  | EAU                  | 10/1/2013        | $287,155              |
| 19  | Grecia               | 14/3/2013        | $187,105              |
| 20  | Uruguay              | 7/2/2013         | $125,493              |
| 21  | El Salvador          | 9/5/2013         | $119,844              |
| 22  | Bolivia              | 11/4/2013        | $102,505              |
| 23  | Croacia              | 9/5/2013         | $98,728               |
| 24  | República Checa      | 9/5/2013         | $76,352               |
| 25  | Singapur             | 13/6/2013        | $64,854               |
| 26  | Líbano               | 20/12/2012       | $54,289               |
| 27  | Islandia             | 19/10/2012       | $38,334               |
| 28  | Eslovenia            | 18/7/2013        | $9,459                |
| 29  | China                | 14/9/2012        |                       |
| 30  | Israel               | 21/2/2013        |                       |
| 31  | Kuwait               | 25/4/2013        |                       |
| 32  | Australia            | 10/8/2013        |                       |
| 33  | República Dominicana | 10/8/2013        |                       |
| 34  | Hungría              | 10/8/2013        |                       |
| 35  | Macedonia del Norte  | 10/8/2013        |                       |
| 36  | Malasia              | 10/8/2013        |                       |
| 37  | Nueva Zelanda        | 10/8/2013        |                       |
| 38  | Serbia               | 10/8/2013        |                       |
| 39  | República de China   | 10/8/2013        |                       |
| 40  | Ucrania              | 10/8/2013        |                       |
| 41  | Dinamarca            | 9/1/2014         |                       |

## DVD
El DVD salió a la venta en España el 19 de diciembre de 2012 tanto en versión normal como en Blu-Ray, y en pocos días se convirtió en el DVD más vendido en las navidades. La edición se agotó rápidamente. Incluye la calidad de audio Dolby Digital 5.1, en versión castellana además de para invidentes y en catalán. También incluye un apartado de extras de la película con el making of, el tráiler, vídeoclip, cortometrajes y el diseño y creación de los personajes.

## Secuelas
La primera secuela titulada Tadeo Jones 2: El secreto del rey Midas se estrenó en el año 2017.
La segunda secuela titulada Tadeo Jones 3: La Tabla Esmeralda se estrenó en agosto de 2022 y se convirtió en el estreno español más visto del año.
En marzo de 2024 se confirmó que la película volverá con una cuarta entrega que se estrenará en cines el 26 de agosto de 2026.

## Curiosidades
En el doblaje al catalán Freddy es el único personaje que no es doblado por el mismo actor.